# 陈星莺
陈星莺（1964年9月—），女，汉族，湖南涟源人，中华人民共和国政治人物、第十一届全国政协委员。

## 生平
1984年毕业于南京工学院动力工程系电力系统及其自动化专业。加入中国国民党革命委员会，担任民革江苏省委副主委、河海大学水资源高效利用与工程安全国家研究中心主任。2008年，当选第十一届全国政协委员，代表农业界，分入第三十八组。2013年6月任河海大学副校长。
2018年1月，当选第十三届全国政协委员，同月当选江苏省人民政府副省长。
2022年12月，出任民革中央专职副主席。
2023年1月，当选为江苏省人大常委会副主任，至同年5月卸任。